# Sarre (Tortora)
Sarre (Sarri nel dialetto locale) è la prima delle frazioni montane del comune di Tortora, dista dal centro abitato di Tortora paese circa 2 km.
È una piccola frazione abitata da poche famiglie, le prime delle quali si trasferirono nel luogo verso gli inizi degli anni ottanta in seguito allo spopolamento del centro storico, avvenuto dopo il terremoto del 1982.
La frazione si estende sui colli adiacenti al centro storico ad un'altitudine media di 376 metri s.l.m., e si suddivide in varie sotto-località denominate: Càlavri, Culùmmari, Fattìzza, Pìettu di li crùci, Pirnìa, Vaddìna, Vùcca di li Sàrri.

## Località

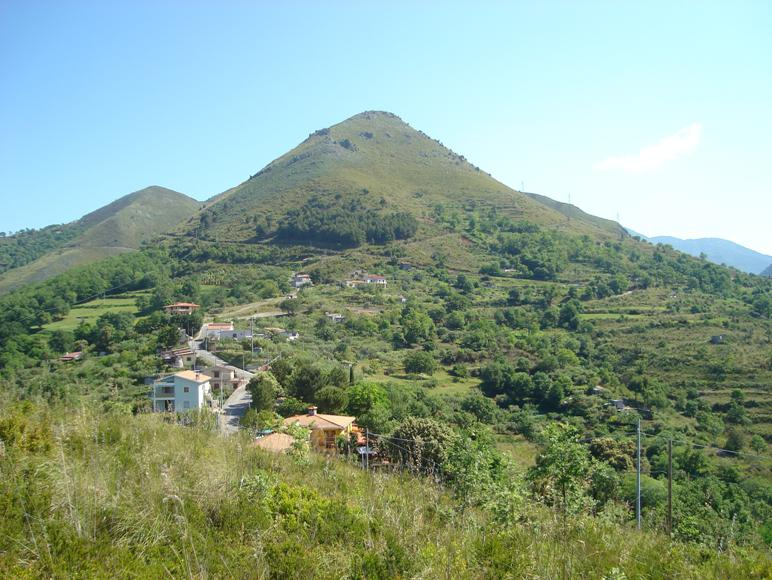
Sarre: Veduta della frazione

La frazione si divide in otto sotto-frazioni la prima di queste risalendo dal centro storico è la Pirnia che deve il suo appellativo ad un termine greco che significa granaio, questa zona si estende adiacente alla strada montana sul versante sinistro. Poi troviamo il Piettu di li Cruci un piccolo colle che deve il suo nome all'antico calvario del centro storico situato nella zona. Risalendo lungo la strada troviamo la zona che dà il nome alla frazione Sarri che si estende alla destra della strada montana, poiché a sinistra come precedentemente detto si estende la Pirnia. La zona Sarri scende lungo la vallata sottostante il Monte Vallina fino ai promontori che sovrastano la zona del torrente di Tortora denominata Speroncella (Sprungedda nel dialetto tortorese). A sinistra della Pirnia si trovano i Calavri, zona completamente disabitata, ricoperta da un bosco di querce e castagni. A sinistra della Pirnia e sopra le Sarri si innalza il monte Vaddina, una piccola montagna alta 754 m s.l.m. che sovrasta la frazione. Al disotto del monte Vaddìna nei pressi del bivio che dalle Sarre prosegue per le frazioni montane si trova la zona denominata Fattìzza, al disopra di questa troviamo la Vignicèdda. Proseguendo in direzione ovest si trova la Vucca di li Sarri e sopra di essa i Culummari che deve il suo nome ad una qualità di fico presente nel territorio.

## Storia
La frazione è stata abitata già nei secoli scorsi, come dimostrano i numerosi ruderi presenti, un tempo abitazioni di pastori e contadini o ricoveri per bestiame, e le varie carcare, strutture che permettevano la trasformazione delle pietre in calce, legante principale dell'edilizia della zona prima dell'avvento del cemento.
Anche se i primi abitanti della frazione in ordine cronologico furono probabilmente i lucani ed in seguito i romani che nel territorio avevano un nucleo produttivo della città di Blanda situata lungo la costa tortorese, qualche km più ad ovest.

## Economia
Nella frazione sono presenti attività dedite all'agriturismo ed al settore alberghiero.
Presenti anche attività di allevamento di caprini e suini (maiale nero di Calabria) e loro derivati.

## Agricoltura ed allevamento familiare
Praticato dalla quasi totalità degli abitanti è l'agricoltura e l'allevamento famiglia per uso proprio. Nel campo agricolo l'esposizione a sud del territorio permette la coltivazione di vari tipi di ortaggi, di viti e olivi. Nel campo dell'allevamento per uso personale molto diffuso è l'allevamento dei suini e dei polli.